# Zbigniew Babalski

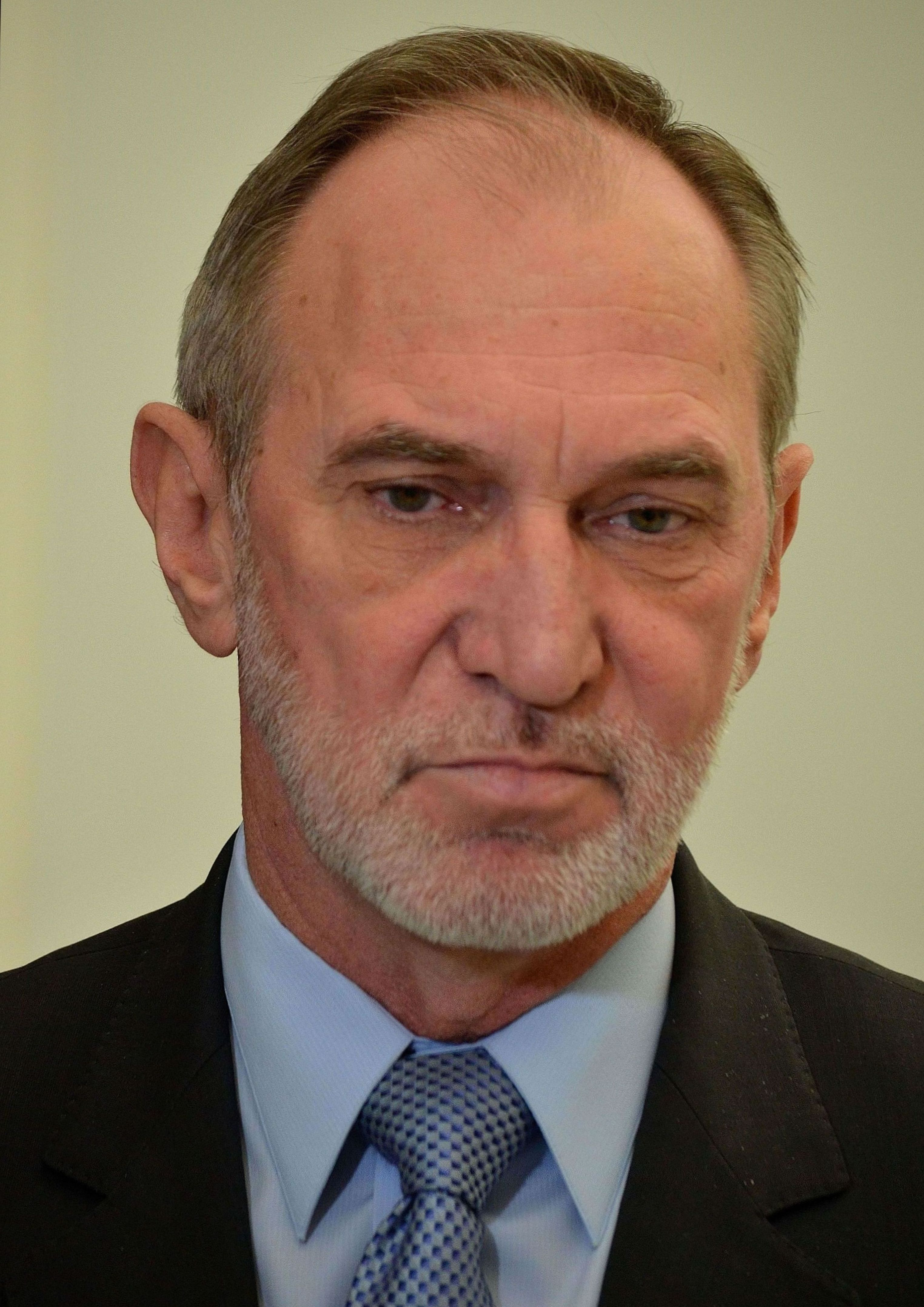
Zbigniew Babalski (2014)

Zbigniew Babalski (* 27. April 1953 in Ostróda) ist ein polnischer Politiker (AWS, PiS). Er war von 2007 bis 2023 Abgeordneter des Sejm in der VI., VII., VIII. und IX. Wahlperiode.

## Leben und Beruf
Babalski schloss sein Studium an der Fakultät für Landwirtschaft der Landwirtschaftlich-technischen Akademie in Olsztyn 1984 als Agraringenieur ab. Ein Studium der Agrarpädagogik schloss er 1986 mit dem Magister ab. Später absolvierte er noch ein Aufbaustudium im Bereich Bildungsmanagement und -organisation an der Pädagogischen Hochschule in Olsztyn. Er arbeitete zunächst im Landmaschinenreparaturwerk in Ostróda und später am dortigen landwirtschaftlichen Schulzentrum. Schließlich wurde er Direktor der Zweigstelle der Schulbehörde in Olsztyn. Er arbeitete ab Ende 2001 als Vertreter des Direktors der Regionalabteilung der Agentur für Landwirtschaftliche Grundstücke.

## Politik
Seit 1980 gehört Babalski der oppositionellen Gewerkschaft Solidarność an. Von 1994 bis 1998 war er Stadtrat und Bürgermeister von Ostróda. Er war zunächst in der Akcja Wyborcza Solidarność (AWS) aktiv, für die er bei der Parlamentswahl 1997 erfolglos zum Sejm kandidierte.
1998 übte er kurzzeitig die Funktion des Woiwoden der Woiwodschaft Olsztyn aus. Im selben Jahr (nach der Auflösung der Woiwodschaft Olsztyn im Zuge einer Verwaltungsreform) wurde er bei den Selbstverwaltungswahlen 1998 für die AWS in den Sejmik der Woiwodschaft Ermland-Masuren gewählt. Er trat von dieser Funktion zurück, als er das Amt des Woiwoden der Woiwodschaft Ermland-Masuren annahm, das er bis zum 1. November 2001 ausübte. Auch bei der Parlamentswahl 2001 kandidierte er erneut für die AWS für den Sejm. Diese scheiterte aber an der für Wahlbündnisse geltenden 8-%-Hürde.
Später trat er der Partei Prawo i Sprawiedliwość (PiS) bei, für die er bei den Selbstverwaltungswahlen 2006 erneut in den ermland-masurischen Sejmik gewählt wurde. Bei der Parlamentswahl 2007 wurde er mit 6580 Stimmen über die Liste der PiS Abgeordneter des Sejm für den Wahlkreis Elbląg. Er wurde Mitglied der Sejm-Kommissionen für Sport sowie Landwirtschaft. Bei den Parlamentswahlen 2011, 2015 und 2019 wurde er jeweils wiedergewählt. Von 2015 bis 2018 war er Staatssekretär im Ministerium für Landwirtschaft und ländliche Entwicklung sowie Beauftragter für die Gestaltung des Agrarsystems. Bei der Parlamentswahl 2023 trat er nicht mehr an und schied daher aus dem Sejm aus. Zwischenzeitlich hatte er sich bei der Europawahl 2014 vergeblich um ein Mandat bemüht.